# Jeroen Dubbeldam
Jeroen Dubbeldam (Zwolle, el 15 d'abril de 1973) és un genet neerlandès especialitzat en salt a cavall. Va participar en els Jocs Olímpics d'Estiu de 2000, on va aconseguir una medalla d'or en salt individual amb el cavall De Sjiem.
Va guanyar el seu primer premi el 1994, durant els campionats europeus, on va ser campió de la categoria jove amb el cavall Killarney. Va aconseguir els més grans èxits amb el cavall De Sjiem: una medalla d'or als Jocs Olímpics del 2000 i un any després el prestigiós Gran Premi d'Aquisgrà. El 2010 va guanyar el Gran Premi de Calgary amb el cavall Spruce Meadows. Als Jocs Eqüestres Mundials del 2014 va guanyar una medalla d'or en salt individual i el 23 d'agost del 2015 va guanyar el seu primer títol individual del campionat europeu d'Aquisgrà amb el cavall Zenith.
Jeroen Dubbeldam té tres fills i viu a Weerselo (Overijssel), on té un estable de competició, anomenat en honor del cavall De Sjiem.